# L'Altera (Camarasa)
|  | Aquest article tracta sobre la muntanya de l'Altera a Camarasa. Vegeu-ne altres significats a «L'Altera». |

L'Altera és una muntanya de 437 metres que es troba al municipi de Camarasa, a la comarca catalana de la Noguera.